# Giovanni Chiarle
Giovanni Chiarle (Vigevano, 1811 – Dogliani, 9 settembre 1876) è stato un politico italiano.

## Biografia
Avvocato, fu eletto deputato per la II, II e IV legislatura del Regno di Sardegna nel Collegio elettorale di Dogliani. Fu nominato sostituto avvocato patrimoniale regio il 5 agosto 1853 e conseguentemente decadde dalla carica di deputato.